# Route nationale 1 (Niger)
Pour les articles homonymes, voir Route nationale 1, N1 et RN1.
La route nationale 1 (N1 ou RN1) est une route nationale du Niger.
La route est la plus longue du pays et elle va de la Frontière entre le Mali et le Niger, passe par la capitale Niamey et la ville de Zinder à proximité de N'Guigmi dans l'est du pays.
Elle a une longueur de 1 737 km.

## Parcours
La N1 commence à la frontière entre le Mali et le Niger, se séparant de la N17 qui se dirige vers le nord jusqu'à Gao.
La N1 s'étend d'abord sur 220 kilomètres au sud-est de la frontière, longeant la rive orientale du fleuve Niger jusqu'à la capitale Niamey.
Le relief est est une zone sahélienne légèrement vallonnée.
La route de la frontière jusqu'à Niamey est goudronnée.
Après Niamey, la N1 continue vers le sud-est, mais ne longe plus le fleuve Niger.
Cette zone est aussi une zone sahélienne, avec un paysage sec et une végétation éparse.
Le terrain est assez plat.
La N1 se dirige vers le sud-est jusqu'à 50 kilomètres avant la frontière avec le Nigeria, puis tourne vers le nord-est.
La N1 suit la frontière entre le Niger et le Nigeria sur une certaine distance puis s'étend vers l'est sur une longue distance traversant quelques petites villes.
Le paysage est aride, mais les lits des rivières et leurs environs sont un peu plus verts.
Ensuite la N1 traverse Maradi, plaque tournante importante du centre-sud du Niger.
La zone à l'est de Maradi est et un paysage de savane sèche plus cultivé. A l'est, la zone redevient désertique, autour de la ville de Zinder qui est la grande ville orientale du Niger.
A l'est de Zinder, la N1 est une route en terre, sauf l'ouest et l'est de Gouré qui sont  asphaltés.
Après Diffa la route ressemble à une piste.
La N1 se termine à N'Guigmi, situé sur le lac Tchad, un lac en partie asséché à la frontière avec le Tchad.

## Tracé
La route traverse le pays selon un axe de l'ouest vers l'est :

### Région de Tillabéri
- Frontière entre le Mali et le Niger
- km 35 : Ayorou
- km 68 : Dessa
- Commune rurale de Sinder
- Namari Goungou
- km 122 : Tillabéri , intersection RN 33 (Tillabéri – Ouallam – Farka – Filingué)
- Kourtèye
- Karma

### Niamey
- Intersection RN 4 (Niamey – Téra – Burkina Faso)
- boulevard Askia Mohamed, intersection RN 6 (Niamey – Torodi – Burkina Faso)
- boulevard du Zarmaganda, intersection RN 24 (Niamey – Ouallam – Banibangou – Mali)
- km 237 : Niamey, Avenue de l'Entente, intersection RN 25 (Niamey – Balleyara – Filingué – Tahoua – Agadez)
- Intersection RN 27 (Niamey - Say - Burkina Faso)
- Intersection RN 31 (Niamey – Kollo – Kirtachi)

### Région de Dosso
- km 340 : Birni N'Gaouré
- km 373 : Dosso, intersection RN 7 (Dosso -Bénin)
- km 509 : Dogondoutchi, intersection RN 36 (Dogondoutchi – Souccoccoutane – Tébaram)

### Région de Tahoua
- km 653 : Birni N'Konni
- km 739 : Madaoua

### Région de Maradi
- km 894 : Maradi, intersection RN 18 (Maradi – Nigeria)
- Tessaoua, intersection RN 40 (Tessaoua – Belbédji); intersection RN 45 (Tessaoua – Gangara – Guézaoua)

### Région de Zinder
- km 1125 : Zinder, intersection RN 11 (Nigeria – Zinder – Agadez – Arlit – Algérie)
- km 1291 : Gouré

### Région de Diffa
- km 1519 : Maïné-Soroa, intersection RN 42 (Maïné-Soroa – Nigeria)
- km 1589 : Diffa, intersection RN 41 (Diffa – Nigeria)
- km 1720 : N'Guigmi